# دیوید ای. اونز
دیوید ای. اونز (انگلیسی: David A. Evans; ۱۱ ژانویهٔ ۱۹۴۱ – ۲۹ آوریل ۲۰۲۲) یک شیمی‌دان اهل ایالات متحده آمریکا بود. او صاحب کرسی آبوت و جیمز لارنس در دانشگاه هاروارد بود و از صاحب‌نظران در زمینه شیمی سنتزی و سنتز جامع به حساب می‌آمد. از جمله معروف‌ترین دستاوردهای اوانز در زمینه شیمی سنتزی می‌توان به توسعه واکنش آلدول اشاره کرد. او همچنین فردی است که ایده اولیه و طرح توسعه نرم‌افزار کم‌دراو را عملیاتی نمود.

## توسعه نرم‌افزار کم‌دراو
ایده ساخت نرم‌افزار کم‌دراو که امروزه به‌صورت گسترده‌ای توسط دانشجویان رشته شیمی و سایر رشته‌های مربوط برای ترسیم شکل‌های مولکولی به‌کار می‌رود برای اولین‌بار توسط دوید اونز مطرح شد. سپس اونز و گروه تحقیقاتی‌اش به همراه همسرش سالی و کمک یکی از دانشجویان مقطع تحصیلات تکمیلی به نام استوارت روبن‌اشتاین اقدام به تهیه دستورالعمل تهیه این نرم‌افزار نمودند. نرم‌افزار کم‌دراو به‌صورت رسمی در ژوئیه ۱۹۸۵ میلادی در نیوهمپشایر معرف شد و اونز به معرفی قابلیت‌های این نرم‌افزار پرداخت.

## جوایز و افتخارات
- عضویت در آکادمی ملی علوم آمریکا، ۱۹۸۴[۴][۹]

- عضویت در فرهنگستان هنر و علوم آمریکا، ۱۹۸۸[۴]

- عضویت در انجمن پیشبرد علوم آمریکا، ۱۹۹۲[۴]

- جایزه مجله تتراهدرون برای خلاقیت در شیمی آلی و شیمی زیست‌پزشکی، ۱۹۹۸[۱۰]

- جایزه آرتور سی کوپ، انجمن شیمی آمریکا[۴][۱۱]

- جایزه نویوری، انجمن شیمی آلی سنتزی، ۲۰۰۶[۴]

- جایزه راجر آدامز در شیمی آلی، انجمن شیمی آمریکا، ۲۰۱۳[۴][۱۲]